# 李成真
李成真（韓語：이성진，1981年10月2日—），又稱Sonny Lee，是一名美國編劇與導演。他最為人知的作品是創作Netflix劇集《怒嗆人生》，並因此獲得2023年艾美獎有限劇集導演及編劇獎。

## 早年生活和教育
李成真於1981年出生在韓國。年輕時，他的家庭經常搬家；他九個月大時搬到美國，三年級到五年級時又回到韓國。六年級時，他從首爾搬到美國明尼蘇達州。他也曾住在伊利諾州、路易斯安那州、愛荷華州和德克薩斯州。他回憶起當時「擁有一個沒有人會念的名字是很可怕的」，因此他選擇改用「Sonny」這個名字。
他就讀於賓夕法尼亞大學，並在該校的無伴奏合唱團演唱。他於2003年畢業，取得經濟學學位。

## 職業生涯
大學畢業後，李成真搬到洛杉磯，一邊寫劇本一邊做各種兼職工作。他曾在唱片公司Barsuk Records實習。他曾為《Undone》、《圖卡和柏蒂》、《說唱王戴夫》和《硅谷》等劇集撰稿。2008年，他擔任《酒吧五傑》的編劇與執行故事編輯。
他創作《怒嗆人生》的靈感來自他在洛杉磯與一名中年白人男子發生的路怒衝突事件。他在談到這件事時表示：「我覺得這件事很有趣，我們都被自己主觀的世界觀鎖住了，我們會把很多東西投射到對方身上，而沒有真正看清事情的真相。」。他還在劇集中擔任導演、執行製片人和節目統籌，因為感染COVID-19，他被迫「用iPad臉對著臉遠端執導」季終集的場景。
2023年8月，他造訪韓國，在一個關於電影創作的會議上發表演說。在此期間，他表示自己從童年開始，已經約25年沒有回過韓國。
2023年11月，《綜藝》報導李成真已簽下多年合約，為Netflix製作內容。
李成真是2025年漫威電影宇宙電影《雷霆特攻隊*》的編劇，這也是他首次在製作電影中擔任編劇。
李成真為BTS領隊RM的〈Come Back to Me〉撰寫、執導並製作了音樂MV，這是他的第二張個人專輯《Right Place, Wrong Person》中的一首預發曲目，將於2024年5月發行。

## 個人生活
李成真與妻子凱蒂·索隆（Caty Solone）和三隻狗住在洛杉磯。他會演奏小提琴、吉他和鋼琴。

## 影視作品

### 電影
| 年份 | 標題            | 導演 | 編劇   | 備註         |
| ---- | --------------- | ---- | ------ | ------------ |
| 2025 | 《雷霆特攻隊*》 | 否   | 未署名 | 附加文學材料 |

### 電視
| 年份      | 標題           | 開創 | 導演 | 編劇         | 執行製片人 | 備註                                 |
| --------- | -------------- | ---- | ---- | ------------ | ---------- | ------------------------------------ |
| 2007–2008 | 《Rob & Big》  | 否   | 否   | 顧問編劇     | 否         | 24集                                 |
| 2008–2009 | 《酒吧五傑》   | 否   | 否   | 執行故事編輯 | 否         | 26集                                 |
| 2010      | 《天蛾人》     | 是   | 否   | 是           | 否         | 電視電影；共同編劇                   |
| 2010–2014 | 《》           | 否   | 否   | 是           | 否         | 7集                                  |
| 2015      | 《硅谷》       | 否   | 否   | 是           | 否         | 集數：「Server Space」               |
| 2016      | 《不完美家庭》 | 否   | 否   | 是           | 否         | 集數：「The Real Book Club」         |
| 2018      | 《圖卡和柏蒂》 | 否   | 否   | 是           | 否         | 2集                                  |
| 2021      | 《說唱王戴夫》 | 否   | 否   | 是           | 否         | 2集                                  |
| 2023–至今 | 《怒嗆人生》   | 是   | 是   | 是           | 是         | 兼節目統籌；執導集數：「光明的輪廓」 |

## 獲獎和提名
| 年份           | 分類                                   | 作品                                                | 結果           | 來源           |
| 黃金時段艾美獎 | 黃金時段艾美獎                         | 黃金時段艾美獎                                      | 黃金時段艾美獎 | 黃金時段艾美獎 |
| -------------- | -------------------------------------- | --------------------------------------------------- | -------------- | -------------- |
| 2015           | 最佳喜劇影集                           | 《硅谷》                                            | 提名           | [ 18 ]         |
| 2023           | 迷你影集、電視電影或劇情類節目最佳編劇 | 《怒嗆人生》 （集數：「鳥並非歌唱，而是痛苦尖叫」） | 獲獎           | [ 19 ]         |
| 2023           | 迷你影集、電視電影或劇情類節目最佳導演 | 《怒嗆人生》 （集數：「光明的輪廓」）               | 獲獎           | [ 19 ]         |
| 2023           | 最佳迷你影集                           | 《怒嗆人生》                                        | 獲獎           | [ 19 ]         |

## 外部連結
- 李成真在互联网电影资料库（IMDb）上的資料（英文）